# Banankoro (Mali)
Pour l’article homonyme, voir Banankoro.
Banankoro est un village de la commune rurale malienne de Pelengana dans le cercle de Ségou et la région de Ségou.

## Géographie
La localité de Banankoro est située sur la rive droite du fleuve Niger et sur la route nationale RN 33 (axe Ségou-Markala) à 13 km au nord-est du chef-lieu régional Ségou.

## Histoire
Le village abrite la tombe de Da Monzon Diarra, roi du Royaume bambara de Ségou et fils de Monzon Diarra, il règne de 1808 à 1827. 

## Infrastructures et services
Lors du recensement de 2009, la localité est desservie par les services suivants. :
- deux écoles
- deux formations de santé
- une pharmacie
- 3 points d'eau
- un marché

## Forces armées
- École des sous-officiers d'active de Banankoro.

## Cultes
- Mosquée de Banankoro